# فرنسيسكو إسكوديرو
فرنسيسكو إسكوديرو (بالفرنسية: Francisco Escudero) هو ملحن فرنسي وإسباني، ولد في 13 أغسطس 1912 في ثاراوث في إسبانيا، وتوفي في 17 يونيو 2002 في سان سيباستيان في إسبانيا.

## وصلات خارجية
- فرنسيسكو إسكوديرو على موقع IMDb (الإنجليزية)
- فرنسيسكو إسكوديرو على موقع ميوزك برينز (الإنجليزية)
- فرنسيسكو إسكوديرو على موقع ديسكوغز (الإنجليزية)